# Esclereídeo

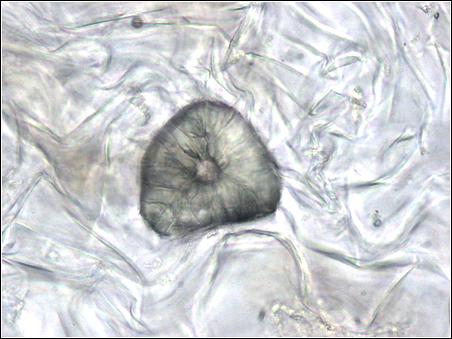
Microfotografia de um braquiesclereídeo mostrando a grossa parede celular e o pequeno lúmen no centro.

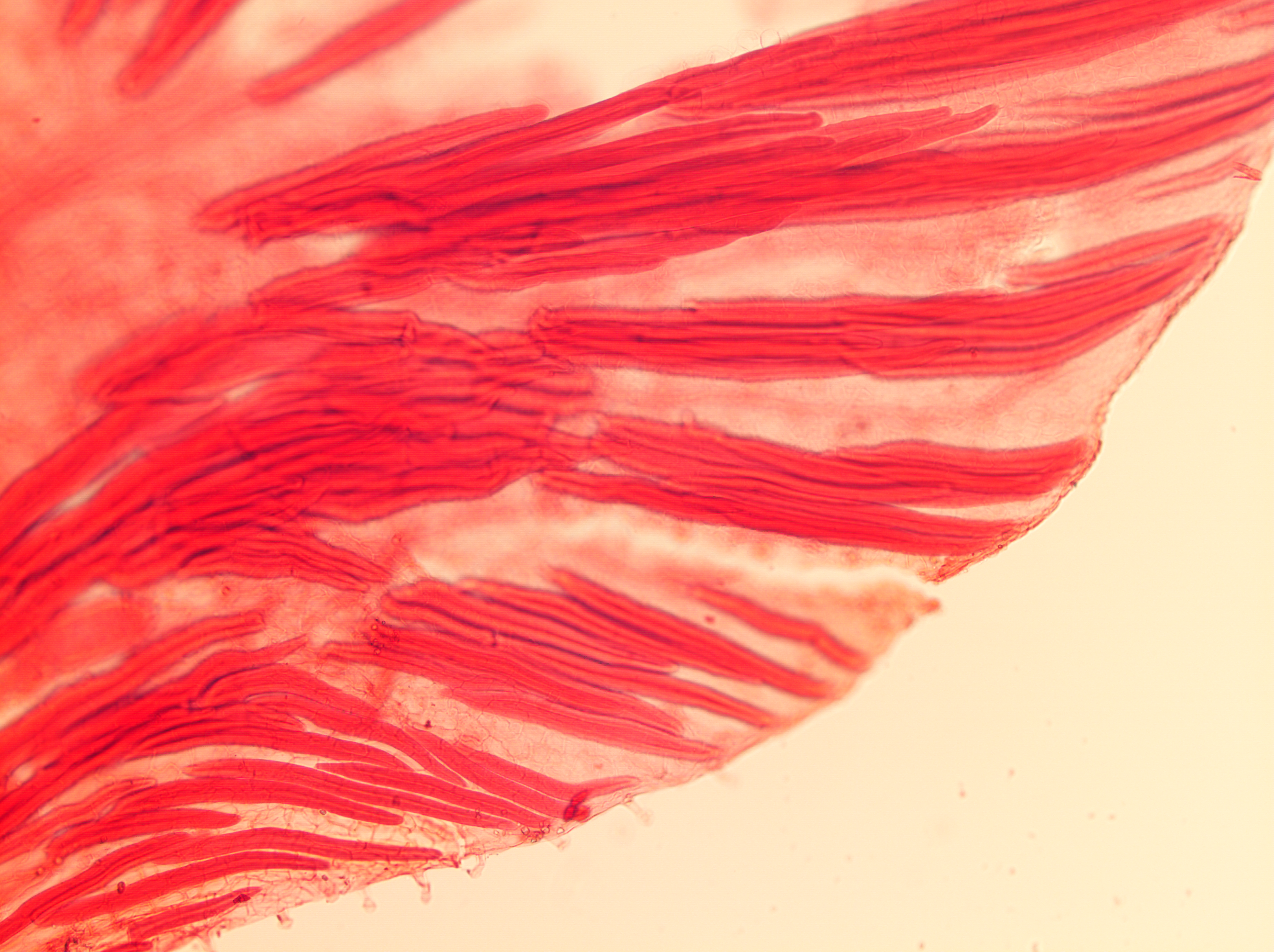
Esclereídeos filiformes numa pétala de Dionysia.

Esclereídeo (também grafado esclereíde) é a designação dada em histologia vegetal a um tipo de células presente no esclerênquima dos tecidos vegetais, associadas ou não aos feixes vasculares, caracterizadas pela presença de uma grossa parede celular secundária. Estas células apresentam grande variabilidade morfológica, embora sendo em geral isodiamétricas, e têm a função primordial de conferir resistência mecânica aos tecidos lenhificados (endurecidos), como o endocarpo das frutas de carouço e as estruturas vegetais que devam permanecer erectas. Não obstante esta associação ao endurecimento dos tecidos vegetais, este tipo de células, em geral mortas na maturidade, é encontrado formando nódulos em tecidos parenquimatosos relativamente brandos, como o córtex do caule da nogueira, ou em estruturas isoladas, como os grânulos presentes no mesocarpo da pera e de outras frutas da família Rosaceae.

## Descrição
Os esclereídeos têm origem citológica em células indiferenciadas do meristema fundamental,dispersas pelo parênquima, em geral designadas por idioblastos. Estas células podem dar origem a vários tipos especiais de estruturas, como os canais de mucilagem de Clusia. No caso dos esclereídeos, estas células individualizam-se numa fase muito precoce do desenvolvimento dos tecidos onde se inserem e assumem formas específicas que se iniciam pelo espessamento de sua parede celular por assimilação de lignina. Ao alcançarem a maturidade, o seu conteúdo vivo perece, permanecendo somente a parede.
Os esclereídeos dos tecidos vasculares (xilema e floema) originam-se a partir da especialização de células do procâmbio ou do câmbio. Na epiderme os eclereídeos originam-se a partir da protoderme. Também podem ter origem secundária por esclerose de células parenquimáticas, como as que integram o floema secundário.
Embora os esclereídeos sejam geralmente células mortas na maturidade, em alguns casos podem conservar o seu citoplasma activo durante largos períodos de tempo (até 5 anos). as paredes celulares são secundárias e lenhificadas. A parede celular varia em espessura, podendo ocasionalmente ser tão grossa que preenche quase totalmente o lúmen celular. Pode apresentar pontuações simples ou ramificadas.
Os esclereídeos estão amplamente distribuídos pelos tecidos das plantas. Nos caules os esclereídeos podem encontrar-se isolados ou em grupos no córtex e na medula de dicotiledóneas e gimnospérmicas, bem como nos raios medulares ou no floema. Nas folhas a presença de esclereídeos no mesofilo do limbo foliar é característica de algunmas plantas tropicais, podendo encontra-se no extremo dos feixes vasculares ou atravesando completamente o mesofilo. Nas folhas de algumas monocotiledóneas, a epiderme é formada por esclereídeos, como sucede nas catáfilos do alho. No fruto os esclereídeos podem encontrar-se dispersos ou formando grupos na polpa carnosa, suave, de certos pomos, dando a textura arenosa característica da pera ou do marmelo. Também ocorrem no endocarpo das drupas, como sucede em pêssego e na ameixa. Nos frutos secos constituem as paredes duras, como na cipsela da alface. Nas sementes os esclereídeos encontram-se em abundância dando dureza e consistência ao episperma, por exemplo na epiderme das ervilhas.

## Classificação
Os esclereídeos variam em forma, tamanho e características das suas paredes celulares, sendo em geral classificados de acordo com a sua morfologia. Embora a forma dos esclereídeos varie muito entre famílias botânicas, geralmente essas variações podem ser classificadas em alguns tipos básicos:
- Braquiesclereídeos — células curtas, isodiamétricas, com morgfologia similar à das células do parênquima fundamental.
- Macroesclereídeos — células alongadas, de forma cilíndrica ou mais ou menos prismáticas;
- Osteoesclereídeos — células alongadas, colunares, com os extremos alargados, sem ramificações ou com ramificações curtas nas extremidades;
- Astroesclereídeos — células muito ramificadas, com paredes robustas e lúmen pronunciado, com múltiplas ramificações partindo do centro ou de um eixo mais ou menos alongado;
- Tricoesclereídeos — células com paredes celulares delgadas e lúmen muito estreito, semelhantes a tricomas, com ramificações que se estendem pelos espaços intercelulares;
- Esclereídeo filiformes — células longas e delgadas, semelhantes a fibras;
- Célula pétrea (por vezes designadas por stone cells) — células discóides ou mais ou menos esféricas.

A presença de esclereídeos, e a sua tipologia, determina em boa medida as características organolépticas de alguns vegetais e frutos consumidos na alimentação humana. Entre muitos outros exemplos, a textura farinácea da pera, da maçã e de outras frutas da família Rosaceae é devida à presença de esclereídeos, que podem até ser vistos a olho nu como minúsculas pontos brilhantes na superfície da polpa, quando cortada ou mordida. Os esclereídeos são também responsáveis pela dureza da casca das nozes e dos caroços de pêssegos, ameixas e avelãs.